# قوی کوچک
قوی کوچک یا قوی توندرا (نام علمی: Cygnus columbianus) گونه‌ای قو ساکن نیمکره شمالی است. این گونه دارای دو زیرگونه با نام‌های (نام علمی: Cygnus columbianus bewickii) و (نام علمی: Cygnus columbianus columbianus) است. نام این پرنده از نام نقاش و پرنده‌شناس انگلیسی، توماس بیویک، گرفته شده است.

## ویژگی‌های ریخت‌شناسی

### زیرگونه Cygnus columbianus bewickii
این زیرگونه ریزجثه از قوها هستند. جمعیت‌های این قو در مناطق شرقی اندکی کوچکترند و بیشتر داده‌های مربوط به اندازه و جثه این پرنده مربوط به جمعیت‌های ساکن کشورهای غربی است. در حالت کلی این پرندگان وزنی میان ۳٫۴ تا ۷٫۸ کیلوگرم دارند؛ وزن میانگین در نرها ۶٫۴ کیلوگرم است و در ماده‌ها ۵٫۷ کیلوگرم. طول بدن ۱۱۵ تا ۱۴۰ سانتی‌متر است. هر بال ۴۶٫۹ تا ۵۴٫۸ سانتی‌متر طول دارد و به صورت میانگین طول بال در نرها ۵۱٫۹ و در ماده‌ها ۵۰٫۴ سانتی‌متر است. طول نوک ۱۰٫۲–۸٫۲ سانتی‌متر است با میانگینی برابر با ۹٫۱ سانتی‌متر.
این زیرگونه در ظاهر همانندی بسیاری به قوی فریادکش دارد ولی از نظر جثه از آن کوچک‌تر است، نوک کوتاهتری دارد، و سرش گردتر است. الگوی رنگ بر روی نوک این پرندگان از قوهای فریادکش متنوع‌تر است اما بر خلاف قوی فریادکش بخش سیاه‌رنگ نمود بیشتری از بخش زرد رنگ دارد.

### زیرگونه Cygnus columbianus columbianus
این زیرگونه دارای وزنی برابر ۹٫۵–۴٫۲ کیلوگرم است که میزان میانگین آن در نرها به ۷٫۳ و در ماده‌ها به ۶٫۴ کیلوگرم می‌رسد. طول بدن این قو ۱۵۰–۱۲۰ سانتی‌متر است. طول هر بال میان ۵۰ تا ۵۷ سانتی‌متر است که نزدیک به ۳ سانتی‌متر بیشتر از قوهای کوچک می‌شود. اندازه نوک به ۳٫۶ تا ۴٫۲ سانتی‌متر می‌رسد و رنگ آن به صورت کامل سیاه‌رنگ است با تنها نقطه زرد و کوچکی در انتهای نوک چسبیده به چشم‌ها که به رنگ زرد دیده می‌شود. این نقطه بسیار کوچک است و به سختی می‌توان آن را از دور تشخیص داد. از این رو دو زیرگونه به آسانی از هم تشخیص‌پذیرند. تفاوت میان این زیرگونه و قوی شیپورچی ساکن آمریکای شمالی در اندازه بزرگتر این زیرگونه نسبت به شیپورچی و نیز درازی مشخص نوک به همراه سیاه بودن کامل آن است.
این زیرگونه گاهی با نام «سوت‌زن» خوانده می‌شود، زیرا در هنگام مهاجرت با به هم زدن بال‌های نیرومند خود صدایی مانند سوت تولید می‌کند و کسانی که تا کیلومترها در اطراف باشند، آشکارا این صدا را می‌شنوند.

## گستره و پراکندگی

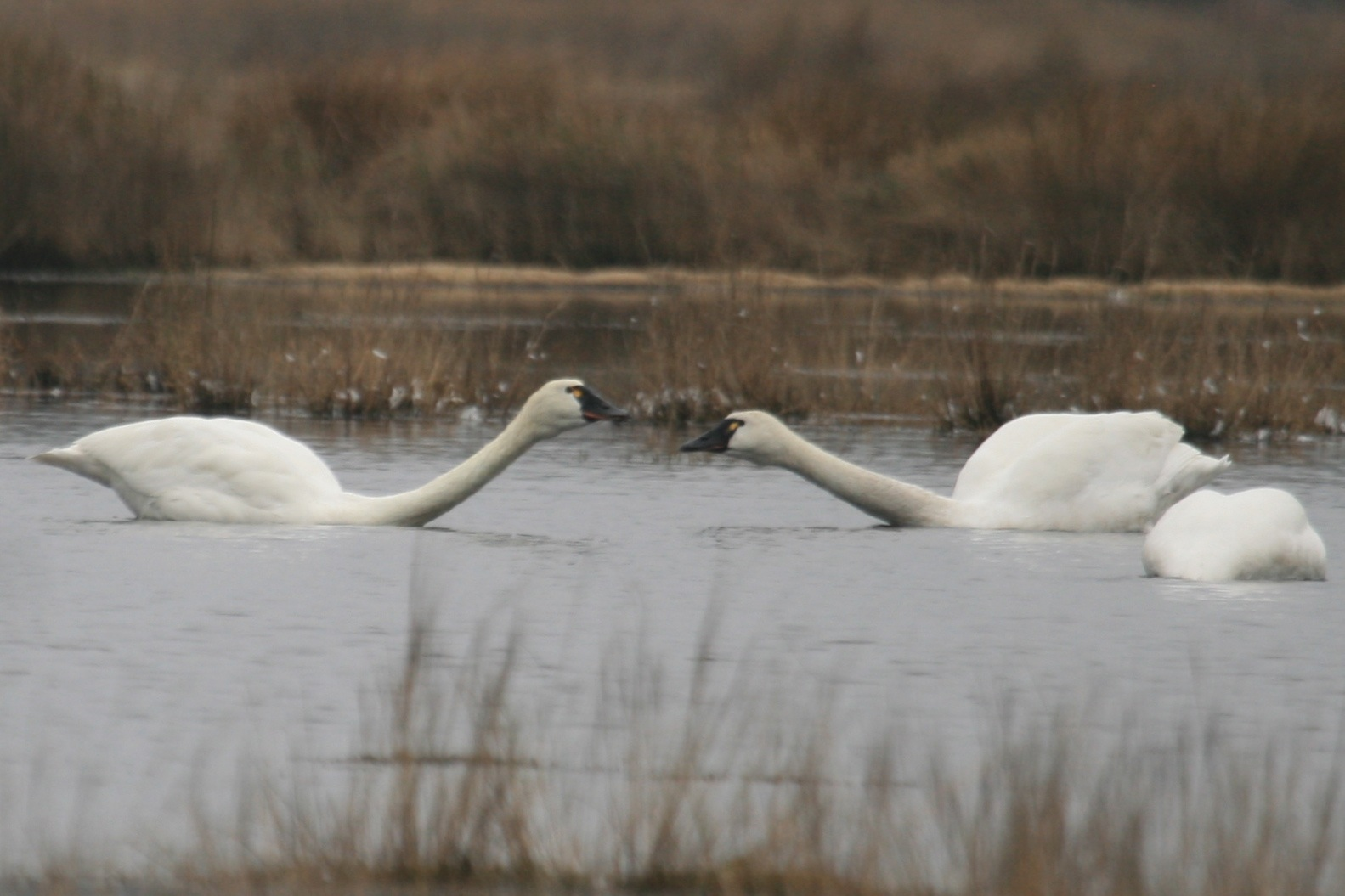
قو توندرا، در یکی از جزیره‌های کارولینای جنوبی

همان‌گونه که از نامشان بر می‌آید، قوهای توندرا در مناطق توندرایی آمریکای شمالی، آلاسکا، و کانادا زندگی می‌کنند. آن‌ها در فصل زمستان و با سرد شدن هوا به سوی جنوب و ایالات متحده آمریکا مهاجرت می‌کنند. جمعیت‌های غربی این گونه در آلاسکا و یوکان زمستان را در کرانه غربی از جنوب آلاسکا تا کالیفرنیا و درون خاک آمریکا تا ایالت یوتا و جنوب‌تر تا نیو مکزیکو می‌گذرانند. جمعیت شرقی نیز زمستان‌ها در دریاچه‌های بزرگ و کرانه شرقی از مریلند تا فلوریدا و تگزاس به سر می‌برند.

## نگارخانه

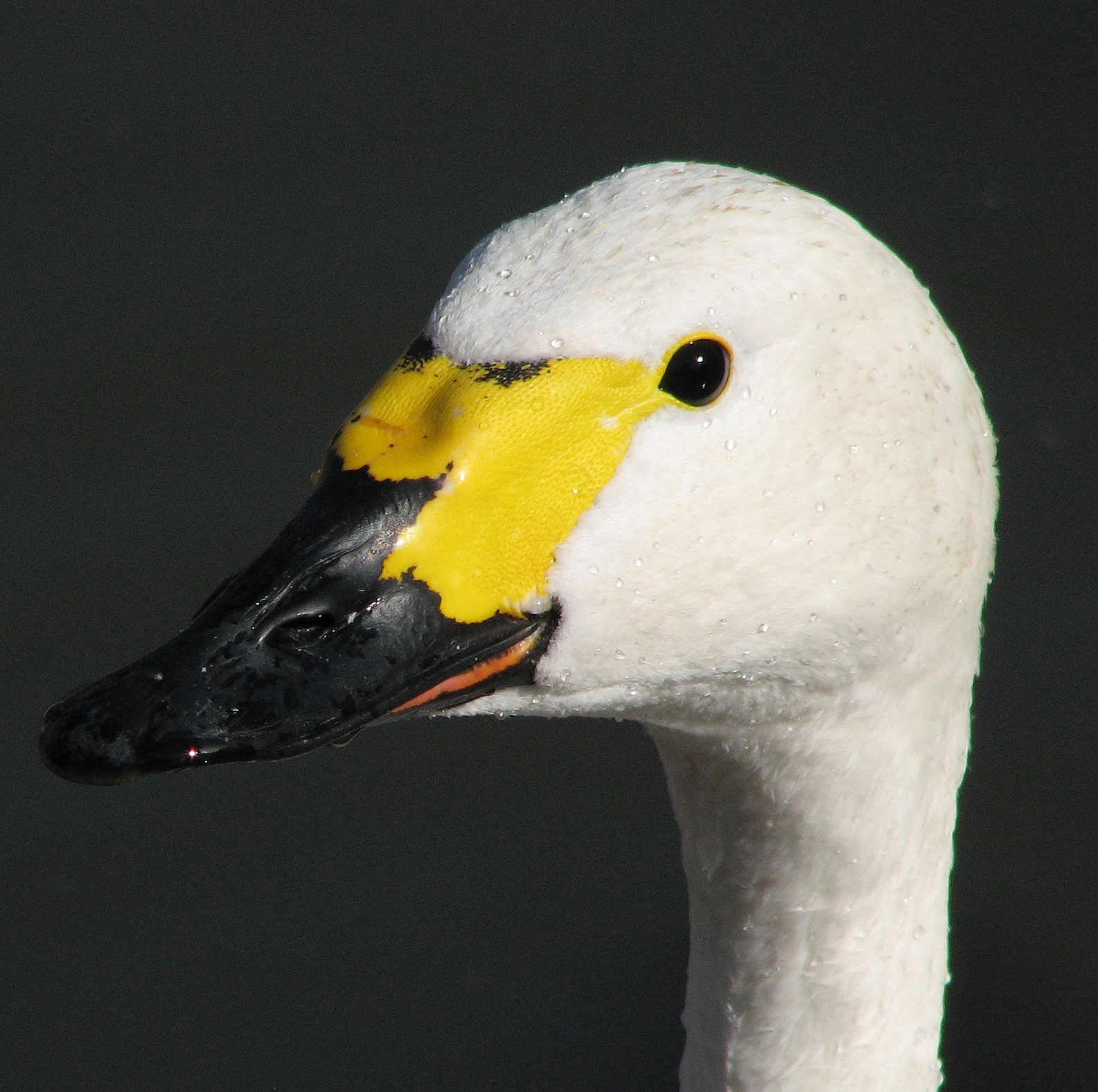
سر یک قوی کوچک
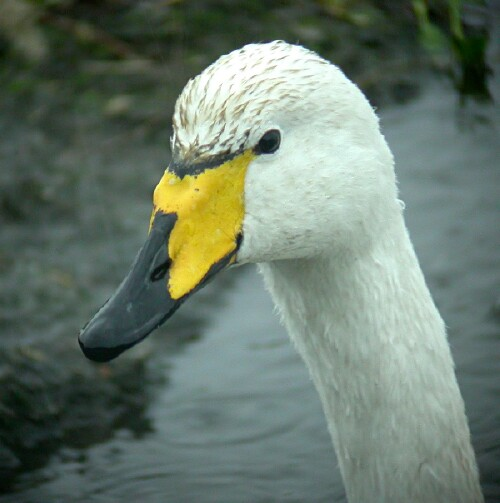
سر یک قوی فریادکش، C. cygnus
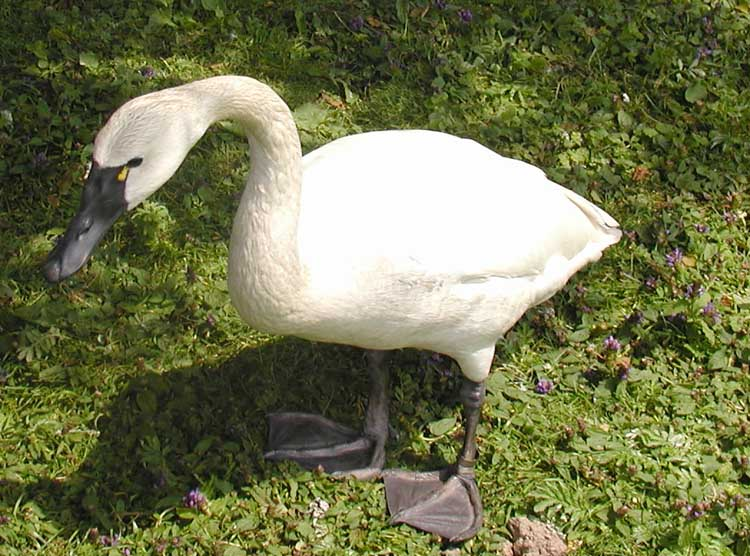
قوی سوت‌زن، C. c. columbianus
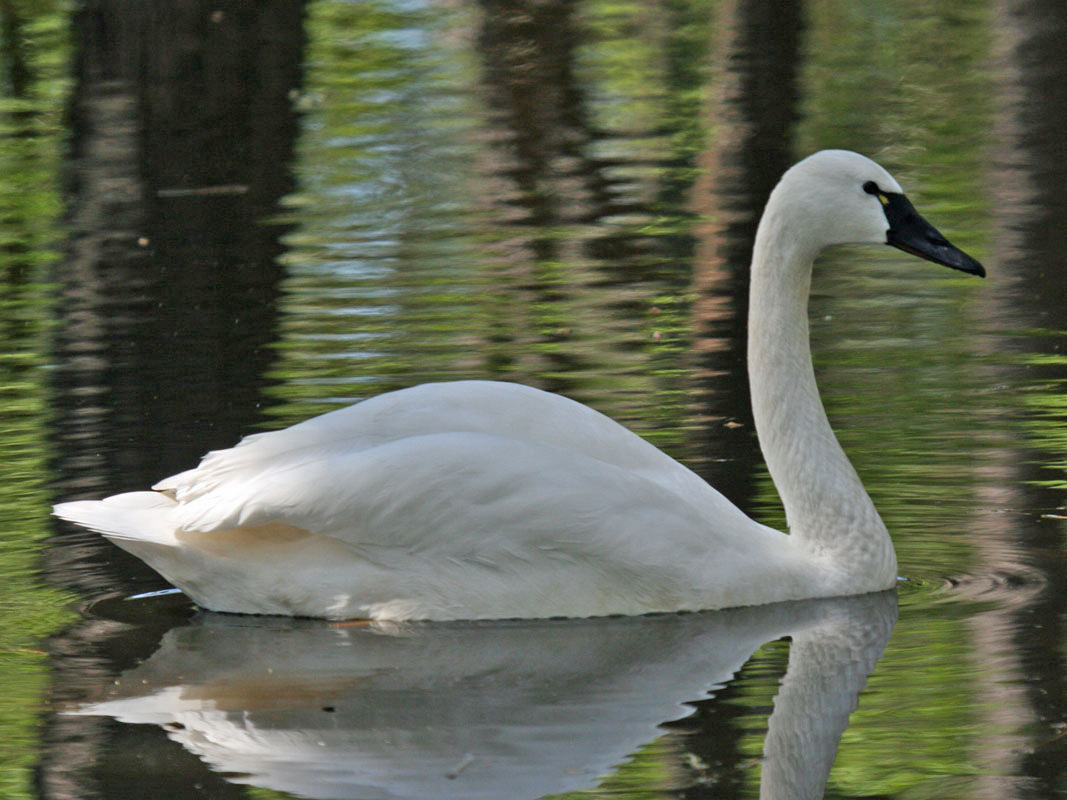
قوی سوت‌زن، C. c. columbianus
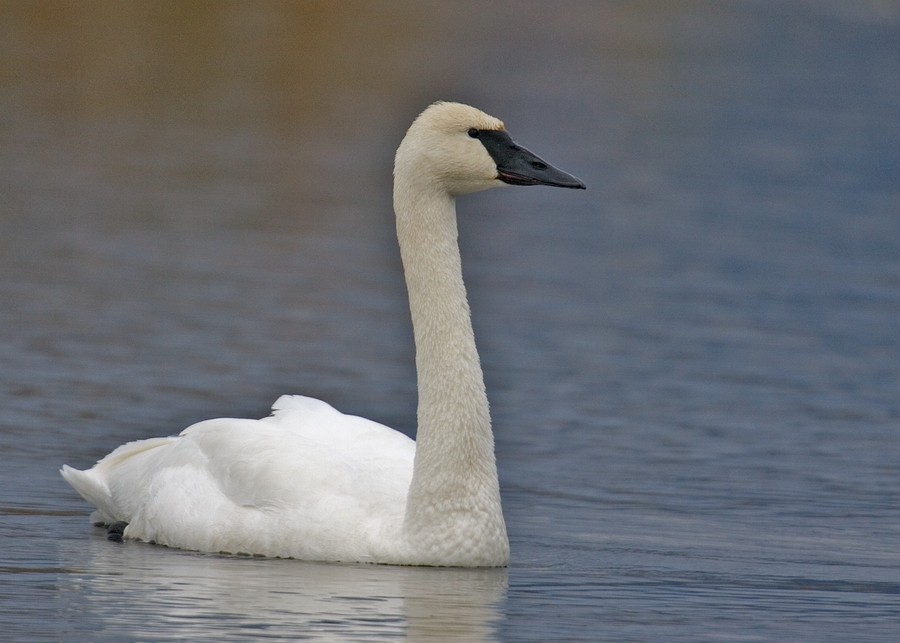
قوی ترومپت‌زن، C. buccinator